# Nunzio Francesco Testa
Nunzio Francesco Testa (Pomigliano d'Arco, 8 febbraio 1956) è un politico italiano.

## Biografia

### Attività politica

#### Elezione a deputato
Alle elezioni politiche del 2006 è candidato alla Camera dei Deputati, nella circoscrizione Campania 1, nelle liste dell'Unione di Centro (in sesta posizione), risultando il secondo dei non eletti.
Alle elezioni politiche del 2008 è ricandidato alla Camera dei Deputati, nella circoscrizione Campania 1, nelle liste dell'Unione di Centro (in terza posizione), venendo eletto deputato della XVI Legislatura.
In occasione delle elezioni europee del 2009 si candida per la carica di europarlamentare, nella circoscrizione Italia meridionale, nelle liste dell'Unione di Centro; nonostante le 34.300 preferenze raccolte non viene eletto.
Alle elezioni politiche del 2013 è ricandidato al Senato della Repubblica, in regione Campania, nella lista Con Monti per l'Italia (in quarta posizione, in quota Unione di Centro), risultando tuttavia il secondo dei non eletti.
Alle elezioni politiche del 2018 è candidato al Senato della Repubblica, nel collegio uninominale di Portici sostenuto dal centro-destra (in quota Noi con l'Italia - UDC), ma non viene eletto.